# Élections régionales de 1995 en Ombrie
Les élections régionales de 1995 en Ombrie (en italien : Elezioni regionali in Umbria) ont eu lieu le 23 avril 1995 afin d'élire le président et les conseillers de la VIe législature du conseil régional de l'Ombrie pour un mandat de cinq ans.

## Système électoral
Le conseil régional de l'Ombrie est constitué de 30 sièges, dont ses membres sont élus selon un système mixte. 27 des conseillers sont élus grâce aux listes provinciales, à la proportionnelle, tandis que le président est élu grâce au scrutin uninominal majoritaire à un tour. Le vainqueur obtient une prime majoritaire de 2 sièges.

### Répartition des sièges
| Provinces                          | Sièges | +/-           |
| ---------------------------------- | ------ | ------------- |
| Pérouse                            | 19     | 5             |
| Terni                              | 8      | 2             |
| Président élu et prime majoritaire | 3      | 3             |
| Total                              | 30     | en stagnation |
|                                    |        |               |

## Résultats
|                              |                              |            |            |                      |                                          |                                    |         |         |         |               |               |       |  |  |
| Présidence                   | Présidence                   | Présidence | Présidence | Présidence           | Conseil                                  | Conseil                            | Conseil | Conseil | Conseil | Conseil       | Conseil       | Total |  |  |
| Candidats                    | Candidats                    | Votes      | %          | Élus                 | Partis                                   | Partis                             | Votes   | %       | +/-     | Sièges        | +/-           | Total |  |  |
|                              | Bruno Bracalente (PDS)       | 331 349    | 59,94      | 3                    |                                          | Parti démocrate de la gauche (PDS) | 199 779 | 38,58   | 0,22    | 10            | 2             |       |  |  |
|                              | Bruno Bracalente (PDS)       | 331 349    | 59,94      | 3                    | Parti de la refondation communiste (PRC) | 56 894                             | 10,99   | Nv.     | 3       | 3             |               |       |  |  |
|                              | Bruno Bracalente (PDS)       | 331 349    | 59,94      | 3                    | Ensemble pour l’Ombrie                   | 21 458                             | 4,14    | 23,37   | 1       | 8             |               |       |  |  |
|                              | Bruno Bracalente (PDS)       | 331 349    | 59,94      | 3                    | Pacte des démocrates (PdD)               | 19 874                             | 3,84    | Nv.     | 1       | 1             |               |       |  |  |
|                              | Bruno Bracalente (PDS)       | 331 349    | 59,94      | 3                    | Fédération travailliste (FL)             | 10 451                             | 2,02    | Nv.     | —       | en stagnation |               |       |  |  |
|                              | Bruno Bracalente (PDS)       | 331 349    | 59,94      | 3                    | Fédération des Verts (FdV)               | 9 884                              | 1,91    | 1,64    | —       | 1             |               |       |  |  |
|                              | Bruno Bracalente (PDS)       | 331 349    | 59,94      | 3                    | Union des progressistes (av. Rete)       | 6 103                              | 1,18    | Nv.     | —       | en stagnation |               |       |  |  |
| Total L'Olivier              | Total L'Olivier              | 331 349    | 59,94      | 3                    | 324 443                                  | 62,65                              | Nv.     | 15      | 15      | 18            |               |       |  |  |
|                              | Riccardo Pongelli (Ind.)     | 215 570    | 39,00      | —                    |                                          | Forza Italia (FI)                  | 93 841  | 18,12   | Nv.     | 7             | 7             |       |  |  |
|                              | Riccardo Pongelli (Ind.)     | 215 570    | 39,00      | —                    | Alliance nationale (AN) (av. CPA-UpU)    | 84 065                             | 16,23   | 8,47    | 5       | 4             |               |       |  |  |
|                              | Riccardo Pongelli (Ind.)     | 215 570    | 39,00      | —                    | Centre chrétien-démocrate (CCD)          | 11 124                             | 2,15    | Nv.     | —       | en stagnation |               |       |  |  |
| Total Pôle pour les libertés | Total Pôle pour les libertés | 215 570    | 39,00      | —                    | 189 030                                  | 36,50                              | Nv.     | 12      | 12      | 12            |               |       |  |  |
|                              | Mauro Fonzo                  | 5 867      | 1,06       | —                    |                                          | Liste Pannella (LP)                | 4 368   | 0,84    | Nv.     | —             | en stagnation | 0     |  |  |
|                              |                              |            |            |                      |                                          |                                    |         |         |         |               |               |       |  |  |
| Votes valides                | Votes valides                | 552 786    | 91,37      |                      | Votes valides                            | Votes valides                      | 517 841 | 85,60   |         |               |               |       |  |  |
| Votes blancs et nuls         | Votes blancs et nuls         | 52 196     | 8,63       | Votes blancs et nuls | Votes blancs et nuls                     | 87 141                             | 14,40   |         |         |               |               |       |  |  |
| Total candidats              | Total candidats              | 604 982    | 100        | 3                    | Total partis                             | Total partis                       | 604 982 | 100     | -       | 27            | 3             | 30    |  |  |
| Abstentions                  | Abstentions                  | 101 462    | 14,36      |                      |                                          |                                    |         |         |         |               |               |       |  |  |
| Inscrits/Participation       | Inscrits/Participation       | 706 444    | 85,64      |                      |                                          |                                    |         |         |         |               |               |       |  |  |